# أبو القاسم الأوردبادي
أبو القاسم بن محمد تقي بن محمد قاسم الأُردُبادي التبريزي (ديسمبر 1857 - 17 يونيو 1915) (جمادى الأولى 1274 - 5 شعبان 1333) فقيه جعفري وشاعر إيراني أذربيجاني. ولد في تبريز ونشأ وتعلم بها. درس في النجف على علماءها فبرز في الفقه الجعفري. عاد إلى تبريز مدرساً وفقيهاً ومفتياً حتى عام 1890، ثم استوطن النجف. توفي في همدان أثناء رحلته إلى مشهد. نقل جثمانه ولده محمد علي الأوردبادي إلى العتبة العلوية بالنجف حيث كان من أئمة الجماعة في الصحن الحيدري بها. له العديد من الآثار الفقهية وشروح وحواش ومنظومات. ونظم الشعر باللغات الثلاث: العربية والفارسية والأذرية.

## سيرته
هو أبو القاسم بن محمد تقي بن محمد قاسم بن عبد علي بن الحسن بن عبد الحسين بن محسن بن القاسم الأُردُبادي التبريزي النجفي. والأُردُبادي/الأُردوبادي نسبة إلى أردوباد. ولد في شهر جمادى الأولى 1274/ ديسمبر 1857 في تبريز بالدولة القاجارية وأخذ علوم الإسلامية‌ فيها، ثم توجه إلى النجف سنة 1298 هـ/ 1881 م فدرس على فقهاءها، منهم: محمد حسين الكاظمي ومحمد الفاضل الإيرواني، وعلي النهاوندي، ومحمد حسن الشيرازي. عاد إلى مسقط رأسه سنة 1308 هـ/ 1890 م وبقي فيها حتى سنة 1315 هـ/ 1897 م مدّرسًا ومؤلفًا ومُفتيًا، ثم رجع إلى النجف سنة ليقوم بالتدريس والتأليف وهو من الأئمة الجماعة في الصحن العلوي. وكان مراجع التقليد في أذربيجان.

كان فقيهًا جعفريًا ومرجعًا دينيًا، وله إجازات علمية عديدة متنوعة باللغات العربية والفارسية والآذرية. ترك عدد من المؤلفات تزيد على ستين كتابًا ورسالة.

توفي يوم 5 شعبان 1333/ 17 يونيو 1915 في همدان أثناء رحلته إلى مشهد، ونقل جثمانه ولده محمد علي إلى النجف بعد سنوات، ودفن في إحدى حجر الصحن الحيدري بالعتبة العلوية.

## شعره
له شعر كثير بالعربية والفارسية والتُركية الآذرية. جاء في معجم البابطين عنه «معظم شعره في المطارحات الشعرية التي تتعلق بالرد على دعاة التجسيم للذات الإلهية، والقائلين بوحدة الوجود، يجيء ذلك ممتزجًا بمديح النبي (ص)، وآله. بشعره توجه صوفي يتخذ من المحبة الإلهية سبيلاً لبث أشواقه. تتميز لغته باليسر، مع تغليب الجانب الفكري، وخياله نشيط.» 

## مؤلفاته
له مؤلفات كثيرة بالعربية والفارسية، منها:
- «النجم الثاقب في نفائس المناقب»
- « مسائل الأُصول في أُصول الفقه»
- «السهام النافذة في الردّ على البابية »
- «الشهاب المبين في إعجاز القرآن»، بالفارسية
- «الشهب الثاقبة» في الرد على القائلين بوحدة الوجود
- «القبسات في أصول الدين»
- حاشية على رسائل الشيخ الأنصاري
- حواش على المطول
- «رسالة في الأوزان والمقادير الشرعية»
- «رسالة في التعادل والترجيح »
- «رسالة في شروط المزارعة»
- «مناسك الحجّ »
- «مناهج اليقين» في الرد على النصارى
- «منظومة في المنطق»
- «منهج السداد في العبادات م
- «نور الضياء في مسألة تحريف الكتاب»

## وصلات خارجية
- في «بوابة الشعراء»